# Trychologia
Trychologia – dziedzina medycyny zajmująca się diagnozowaniem i leczeniem dolegliwości związanych z ludzkimi włosami i skórą głowy.

## Najczęstsze schorzenia leczone w trychologii
- wypadanie włosów
- łysienie
- łojotokowe zapalenie skóry głowy
- przetłuszczająca się skóra głowy
- łupież
- łuszczyca
- podrażnienie, swędzenie skóry głowy

## Historia
Nazwa „trychologia” pochodzi od greckiego słowa trikhos, co oznacza „włos”. Początki rozwoju tej dziedziny medycyny datuje się na 1860 (Londyn).
W tym okresie, prekursor tej dziedziny, profesor Wheeler rozpoczął badania nad wypadaniem włosów i sposobami powstrzymania tego procesu. Następnie w 1902 grupa lekarzy skupionych wokół tematyki chorób włosów postanowiła założyć Kolegium badań chorób włosów, później znane jako instytut trychologii (Institute of Trichologists). W 1928 otwarto, również w Londynie, pierwszą klinikę, w której specjalizowano się w diagnozie chorób skóry głowy i włosa (The Scalp and Hair hospital). Kliniką kierował Francis Law. Po wybuchu wojny, w 1939 roku klinika musiała zostać zamknięta. Nowy budynek otworzono dopiero w roku 1959 i funkcjonował do roku 1997. W 2010 r. otwarto specjalny ośrodek szkoleniowy w Londynie, gdzie studenci z Wielkiej Brytanii i całego świata przechodzą specjalne szkolenie w dziedzinie trychologii. 
W Polsce za prekursora trychologii uznaje się profesora Wojciecha Kostaneckiego, urodzonego w roku 1923, w Warszawie. W 1970 roku wydał on książkę "Choroby włosów".  
Trychologię wprowadzono po raz pierwszy jako specjalizację studiów w Wielkiej Brytanii pod koniec XIX wieku.

## Międzynarodowe Stowarzyszenie Trychologów (IAT)
Międzynarodowe Stowarzyszenie Trychologów (z ang. International Association of Trichologists (IAT)) powstało na Uniwersytecie Południowej Kalifornii w 1974. Ta organizacja typu non-profit zajmuje się kształceniem specjalistów w dziedzinie trychologii oraz organizowaniem corocznych konferencji, na której uczestnicy z różnych krajów mogą wymienić doświadczenia.